# Lustrochernes nitidus
Espèce
Synonymes
- Chelifer nitidus Ellingsen, 1902

Lustrochernes nitidus est une espèce de pseudoscorpions de la famille des Chernetidae.

## Distribution
Cette espèce est endémique d'Équateur.

## Description
Lustrochernes nitidus mesure 3 mm.

## Publication originale
- Ellingsen, 1902 : Sur la faune de pseudoscorpions de l'Équateur. Mémoires de la Société Zoologique de France, vol. 15, p. 146-168 (texte intégral).